# جوناثان سميث (مجدف)
جوناثان سميث (بالإنجليزية: Jonathan Scott Smith)‏ هو مجدف أمريكي، ولد في 9 مايو 1961 في سالم في الولايات المتحدة.

## وصلات خارجية
- جوناثان سميث على موقع الاتحاد الدولي للتجديف (الإنجليزية)
- جوناثان سميث على موقع اللجنة الأولمبية الدولية (الإنجليزية)
- جوناثان سميث على موقع أوليمبيديا (الإنجليزية)